# Hospital de Riotinto
El Hospital de Riotinto  es un centro hospitalario situado en el municipio español de Minas de Riotinto, en la provincia de Huelva (Andalucía). Está gestionado por el Servicio Andaluz de Salud.
Dentro del Sistema Sanitario Público de Andalucía, está catalogado como Hospital Comarcal y cubre la atención médica especializada del Área Sanitaria Norte de Huelva, que comprende los municipios de Aracena, Calañas, Cortegana, Cumbres Mayores, Minas de Riotinto y Valverde del Camino.

## Historia
Desde 1927 el municipio de Minas de Riotinto había contado con un hospital minero que había sido levantado por la Rio Tinto Company Limited para atender a sus trabajadores. Este hospital se mantuvo en servicio durante varias décadas, hasta al menos 1983. A comienzos de 1984 fue inaugurado un nuevo hospital comarcal de Riotinto, dependiente de la red del Servicio Andaluz de Salud (SAS). Además del núcleo de Minas de Riotinto, el nuevo centro sanitario prestaba servicio a otros municipios de la zona. El hospital minero quedó en desuso y sería rehabilitado como sede del Museo Minero de Riotinto.

## Centros asociados
- Unidad de Salud Mental Comunitaria Aracena
- Unidad de Salud Mental Comunitaria Valverde del Camino

## Características

### Unidades de gestión clínicas activas
En el año 2009 estaban en servicio las siguientes Unidades de Gestión Clínicas activas:
- Aparato locomotor
- Bloque quirúrgico y servicio de anestesiología
- Cirugía General y aparato digestivo
- Cuidados críticos y urgencias
- Laboratorio
- Medicina interna
- Pediatría
- Traumatología
- Urología

### Servicios y especialidades
Los servicios clínicos que ofrece el hospital tienen una estructura flexible, que se va adaptando a las necesidades de la población a la que presta atención sanitaria. En 2009 incluía una serie de procedimientos diagnósticos y terapéuticos, dentro de las siguientes Unidades Clínicas:
| - Análisis clínicos - Anatomía patológica - Anestesiología y Reanimación - Aparato digestivo - Cardiología - Cirugía general (y cirugía digestiva) - Cirugía ortopédica y traumatología - Cuidados críticos y urgencias hospitalarias - Farmacia hospitalaria - Hematología y Hemoterapia - Hospital de día - Medicina física y Rehabilitación - Medicina interna | - Medicina preventiva y salud pública - Oftalmología - Otorrinolaringología - Pediatría - Radiodiagnóstico - Reumatología - Salud mental - Urología - obstetricia y ginecología - Obstetricia (matronería) - Ginecología/obstetricia (especialidad médica); dab. Obstetricia |

## Datos básicos de funcionamiento (2006)[4]
Personal
El personal del Hospital, a fecha de enero de 2010, está constituido por un total de 550 profesionales, entre los que destacan: división médica:85, Enfermería: 240. Personal no sanitario 151.
Infraestructura
Unidades clínicas:7. Camas instaladas : 113. Quirófanos: 4. Consultas:25
Equipamiento
Salas Rayos X: 3. Ecógrafos: 5 TAC: 1
Actividad
Ingresos: 4.274. Estancias: 23.428. Urgencias: 23.037. Consultas: 90.897
Intervenciones quirúrgicas
Programadas: 895. Urgentes: 597. Ambulatorias: 914 Partos vaginales: 419